# 黄背小檗
黄背小檗（学名：Berberis hypoxantha）是小檗科小檗属的植物，是中国的特有植物。分布于中国大陆的云南等地，多生在山顶林缘，目前尚未由人工引种栽培。